# Слим, Уильям
Уи́льям Джо́зеф Слим, 1-й виконт Слим Ярралумлаский (англ. William Joseph Slim, 1st Viscount Slim of Yarralumla; 6 августа 1891, Бристоль — 14 декабря 1970[…], Лондон) — британский военачальник Второй мировой войны, фельдмаршал с 1949 года, тринадцатый генерал-губернатор Австралии с 8 мая 1953 по 2 февраля 1960 года.

## Биография

### Молодые годы
Уильям Джозеф Слим родился 6 августа 1891 года в районе Бишопстон, в Бристоле в семье мелкого предпринимателя Джона и его жены Шарлотт (урождённой Такер) Слим, где был крещен в римско-католической церкви Св. Бонавентуры. Вскоре семья переехала в Бирмингем. В этом городе он окончил школу Святого Филиппа и школу Короля Эдуарда. После школы сам работал преподавателем в начальной школе, затем с 1910 по 1914 год работал клерком в фирме по производству металлических труб. С 1912 года обучался в Бирмингемском учебном офицерском корпусе.

### Первая мировая война
Вступил в Британскую армию в 1914 году, 22 августа зачислен в Королевский Уорикширский полк в чине второго лейтенанта. В 1915 году принимал участие в Дарданелльской операции и последующих боях на Галлиполийском фронте. Был тяжело ранен, после выздоровления направлен из Англии в Британскую Индийскую армию и в её составе в октябре 1916 года воевал на Месопотамском фронте. 4 марта 1917 года он был произведен в лейтенанты. В 1917 году вторично ранен. 7 февраля 1918 года награждён Военным крестом за действия в Месопотамии.

### Межвоенное время
С 2 ноября 1918 года служил в 6-м гуркхском полку. 22 мая 1919 года официально произведен в капитаны и переведен в Британскую индийскую армию. В 1921 году стал адъютантом батальона. Окончил штабной колледж в Кветте в 1926 году и штабной колледж в Кэмберли в 1937 году. С 1929 года служил офицером Генерального штаба в Британской Индии. С 1938 года командовал батальоном в 7-м гуркхском полку, с 1939 года — начальник школы старших офицеров в индийском городе Белгаум.

### Вторая мировая война

#### Операции в Африке и на Ближнем Востоке
Сразу после начала Второй мировой войны в сентябре 1939 года назначен командиром 10-й индийской бригады, спешно переброшенной в Британское Сомали. Принимал участие в боевых действиях в ходе Восточно-Африканской кампании. Там же был ранен в третий раз. В начале 1941 года назначен командиром 10-й индийской пехотной дивизии, во главе которой принял участие в Сирийско-Ливанской операции. Затем дивизия Слима передислоцирована в Ирак и в августе 1941 года приняла участие в вводе британско-советских войск в Иран. Его войска наступали с юга от побережья Персидского залива и в районе Тегерана встретились с советскими войсками.

#### Бирма
В марте 1942 года Слим был срочно направлен в Бирму. Эта британская колония только что была почти полностью оккупирована японскими войсками, которые стояли теперь на границе Британской Индии. Первоначально назначен командиром 1-го Бирманского корпуса, затем командир 15-го армейского корпуса. Привёл в порядок разбитые части, сформировал из них боеспособные подразделения. Имея огромную протяженность фронта и незначительное количество войск, Слим смог найти эффективную тактику против действий японцев. Он максимально учитывал сложные природные условия региона, прежде всего минимальное количество дорог, пригодных для продвижения войск.
Слим приступил к организации мощных укреплённых районов на основных перевалах и перекрестках дорог, удержание которых лишало противника возможности вести наступательные действия. Такие укрепрайоны изначально готовились к длительной обороне в условиях полной изоляции и обладали аэродромами для связи с основными британскими силами. Для создания угрозы растянутым японским коммуникациям Слим формировал многочисленные диверсионные отряды. Уделял большое внимание привлечению на свою сторону коренного населения Бирмы, поначалу относившегося к японцам с симпатией, как к освободителям от британского колониального владычества. Учитывая неспособность местной дорожной сети справиться с снабжением своих войск, основной акцент в снабжении делал на авиацию (для чего построил густую аэродромную сеть) и на гужевой и вьючный транспорт.
В 1943 году сформировал 14-ю британскую армию (в основном из индийских и африканских частей) и стал её командующим. В 1943 году в ряде частных операций ему удалось отбить разрозненные атаки японцев и нанести им чувствительные потери, а также начать продвижение на запад. Была установлена устойчивая связь с китайскими войсками на севере Бирмы. В первой половине 1944 года, когда японское командование усилило свои части и попыталось взять реванш, в ожесточённых сражениях у Импхала отбил японское наступление и нанёс противнику тяжёлое поражение (разгромлено 5 японских дивизий, потери японцев составили 54 тысячи человек против 17,5 потерь союзных войск). Это было первое значительное поражение японских сухопутных войск.
В кампании 1945 года армия Слима провела решительное наступление и форсировала реку Иравади. Комбинированным ударом сухопутных войск, морского и воздушного десантов были разгромлены войска в прибрежной части Бирмы и взята её столица Рангун. Однако после столь решительного успеха вышестоящее командование попыталось переместить Слима на пост командующего 12-й армией. В то время, когда созданная Слимом 14-я армия готовилась к глубокому вторжению в Британскую Малайю, задачей 12-й армии было определено подавление очагов сопротивления разрозненных остатков японских войск в Бирме. Слим вступил в резкий конфликт с своим непосредственным начальником и благодаря вмешательству на его стороне Главнокомандующего союзными силами в Юго-Восточной Азии лорда Маунтбеттена остался на прежнем посту. Пытавшийся сместить Слима генерал-лейтенант Оливер Лиз в июне 1945 года был отстранён от должности и Слим был назначен на его место, став Главнокомандующим сухопутными силами союзников в Юго-Восточной Азии.
Британские и американские историки высоко оценивают действия Слима в Бирме. Действительно, он сумел найти эффективные способы противодействия японской наступательной тактике, основанной на дерзости. Имея под командованием в подавляющей массе не британские, а колониальные части, Слим успешно вел борьбу с опытными вражескими войсками. Решительное превосходство в силах он получил только в кампании 1945 года, которое также мастерски использовал.

### Послевоенное время
С 1946 года — директор (комендант) Имперского Колледжа обороны. С февраля 1947 года также генерал-адъютант Его Величества. В том же году ему был предложен пост Главнокомандующего Индийской армией. Однако Слим отказался от этого поста, мотивируя это тем, что с предоставлением независимости Индии этот пост становится номинальным и вышел в отставку. Он был назначен заместителем председателя Британских железных дорог, также за ним был сохранён пост генерал-адъютанта. С 1 ноября 1948 года — вновь на службе, он был назначен на высший военный пост в стране, став начальником Имперского Генерального штаба. 4 января 1949 года произведен в фельдмаршалы. 1 ноября 1952 года уволен в отставку.

### На посту генерал-губернатора Австралии
10 декабря 1952 года стал Кавалером Большого креста Ордена Святого Михаила и Святого Георгия вместе с назначением на пост генерал-губернатора Австралии, который пост он занял 8 мая 1953 года. 2 января 1953 года стал Кавалером Ордена Святого Иоанна.
Слим стал хорошим выбором для поста генерал-губернатора, поскольку он был подлинным героем войны, сражавшимся вместе с австралийцами в Галлиполи и на Ближнем Востоке. В 1954 году он принимал королеву Елизавету II с первым визитом правящего монарха в Австралию. За заслуги перед королевой во время визита, 27 апреля 1954 года он стал Кавалером Большого креста Королевского Викторианского ордена. В течение всего срока нахождения Слима в должности, пост премьер-министра занимал лидер либералов Роберт Мензис.

#### Заявления о растлении малолетних
Во время пребывания Слима в должности не было никаких разногласий. Он также был покровителем школы для мигрантов «Fairbridge Farm» в Австралии. В 2007 году три бывших ученика выступили с заявлениями о том, что, Слим подвергал их сексуальному насилию во время своих визитов. Заявления снова прозвучали в эфире на телеканале ABC в программе «The Long Journey Home» от 17 ноября 2009 года, на следующий день после парламентских извинений перед забытыми австралийцами.
13 марта 2014 года, Королевская комиссия по расследованию сексуальных надругательств над детьми заслушала утверждения о том, что Слим приставал к детям-мигрантам, присутствовавших в школе «Fairbridge Farm» на западе Нового Южного Уэльса в 1950-х годах, когда он был генерал-губернатором. Бывший ребёнок-мигрант, который учился в школе сказал, что Слим брал детей на поездки в своём Роллс-Ройсе и клал руки на их шорты, одновременно Дэвид Хилл, бывший управляющий директор «Australian Broadcasting Corporation», который также присутствовал в школе, сказал, что говорил с двумя другими мальчиками, сказавшими, что к ним приставал Слим.

### Отставка и смерть
В 1959 году Слим вышел в отставку и вернулся в Великобританию, где он опубликовал свои мемуары «Неофициальная история» («Unofficial History»). Ранее, в 1956 году он уже издал свою личный рассказ о кампании в Бирме «Поражение в победу» («Defeat into Victory»). 24 апреля 1959 года он стал Рыцарем Ордена Подвязки. 15 июля 1960 года удостоен титула виконта (1-й виконт Слим Ярралумлаский) в территории столицы Австралии и Бишопстона в городе и округе Бристоль. После успешной карьеры в советах крупных британских компаний, 18 июня 1964 года он был назначен Констеблем и губернатором Виндзорского замка.
Уильям Джозеф Слим, 1-й виконт Слим Ярралумлаский скончался 14 декабря 1970 года в Лондоне в возрасте 79 лет. Прах захоронен в Виндзорском замке в часовне Святого Георгия. Мемориальная доска установлена в соборе Святого Павла.

## Награды
|                                    | Рыцарь Ордена Подвязки                                          | 24 апреля 1959  |
|                                    | Рыцарь Большого креста Ордена Бани                              | 2 января 1950   |
| Рыцарь-командор Ордена Бани        | 28 сентября 1944                                                |                 |
| Кавалер Ордена Бани                | 1944                                                            |                 |
|                                    | Рыцарь Большого креста Ордена Святого Михаила и Святого Георгия | 10 декабря 1952 |
|                                    | Рыцарь Большого креста Королевского Викторианского ордена       | 16 февраля 1954 |
|                                    | Рыцарь Большого креста Ордена Британской империи                | 1 января 1946   |
| Командор Ордена Британской империи | 28 октября 1942                                                 |                 |
|                                    | Рыцарь Ордена Святого Иоанна                                    | 2 января 1953   |
|                                    | Кавалер Ордена «За выдающиеся заслуги»                          | 14 января 1943  |
|                                    | Военный крест                                                   | 7 февраля 1918  |
|                                    | Звезда 1914–15                                                  |                 |
|                                    | Британская военная медаль                                       |                 |
|                                    | Медаль Победы                                                   |                 |
|                                    | Звезда «1939—1945»                                              |                 |
|                                    | Африканская звезда                                              |                 |
|                                    | Бирманская звезда                                               |                 |
|                                    | Военная медаль 1939–1945                                        | 1941            |
|                                    | Орден «Легион почёта» степени главнокомандующего                | (США)           |

## Воинские звания
| второй лейтенант                   | 1914 |
| лейтенант                          | 1917 |
| капитан                            | 1919 |
| майор                              | 1933 |
| подполковник (лейтенант-полковник) | 1938 |
| полковник                          | 1939 |
| бригадир                           | 1940 |
| генерал-майор                      | 1943 |
| генерал-лейтенант                  | 1944 |
| генерал                            | 1945 |
| фельдмаршал                        | 1949 |

## Память
В Лондоне на Уайтхолл установлен памятник Уильяму Слиму.